# Темнатик (заказник)
Темна́тик — лісовий заказник місцевого значення в Україні. Розташований у межах Воловецького району Закарпатської області, на південь від смт Воловець. 
Площа 1215 га. Статус надано згідно з рішенням Закарпатської облради від 24.04.2009 року № 846. Перебуває у віданні ДП «Воловецьке ЛГ» (Верхньоволовецьке лісництво). 
Створений з метою охорони біологічного і ландшафтного розмаїття, зокрема збереження у природному стані букових та буково-ялицевих лісів, що зростають у межах гірського масиву Полонина Боржава. Заказник цінний для відтворення природних екосистем, розвитку екологічного туризму. 

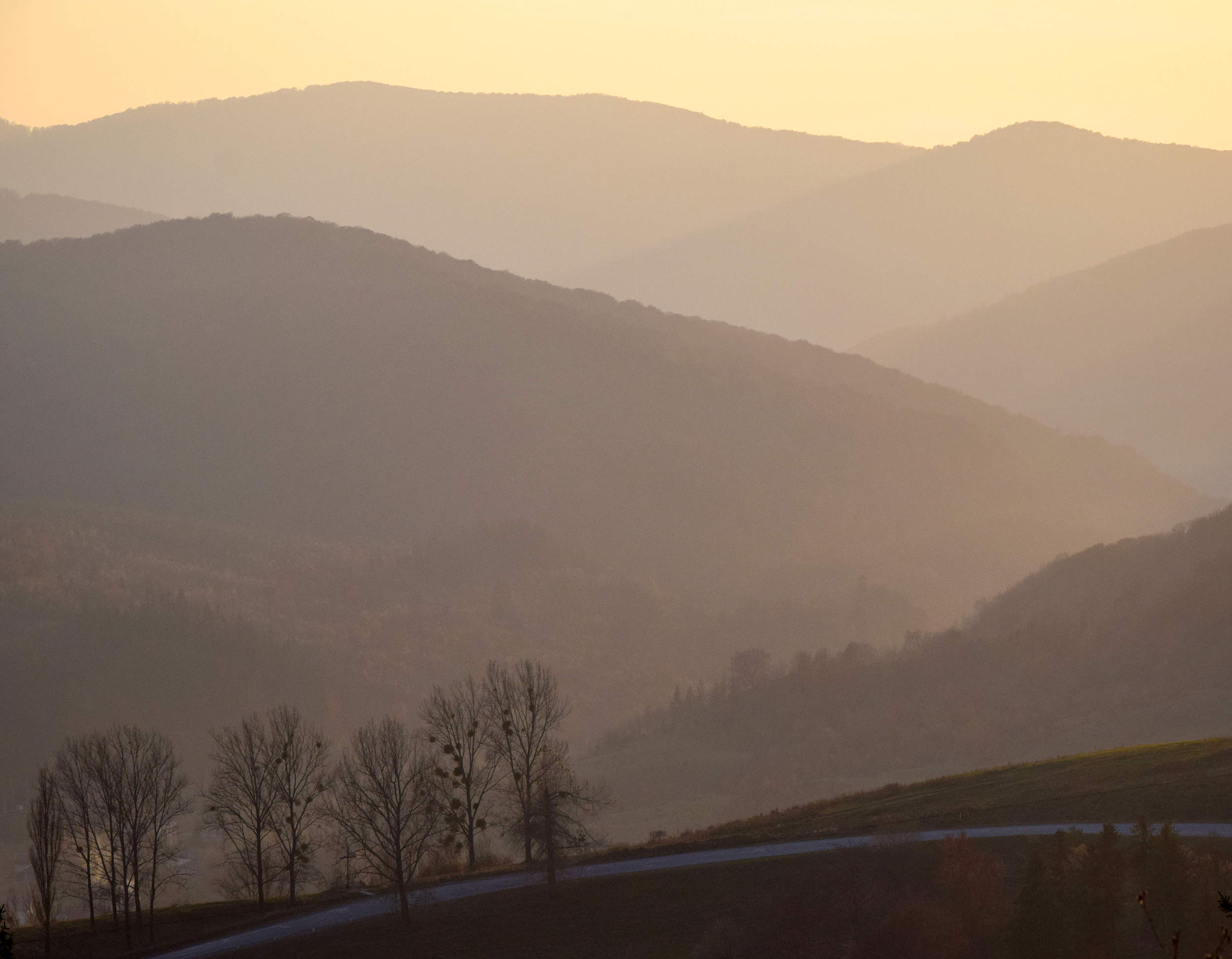
Туман у заказнику
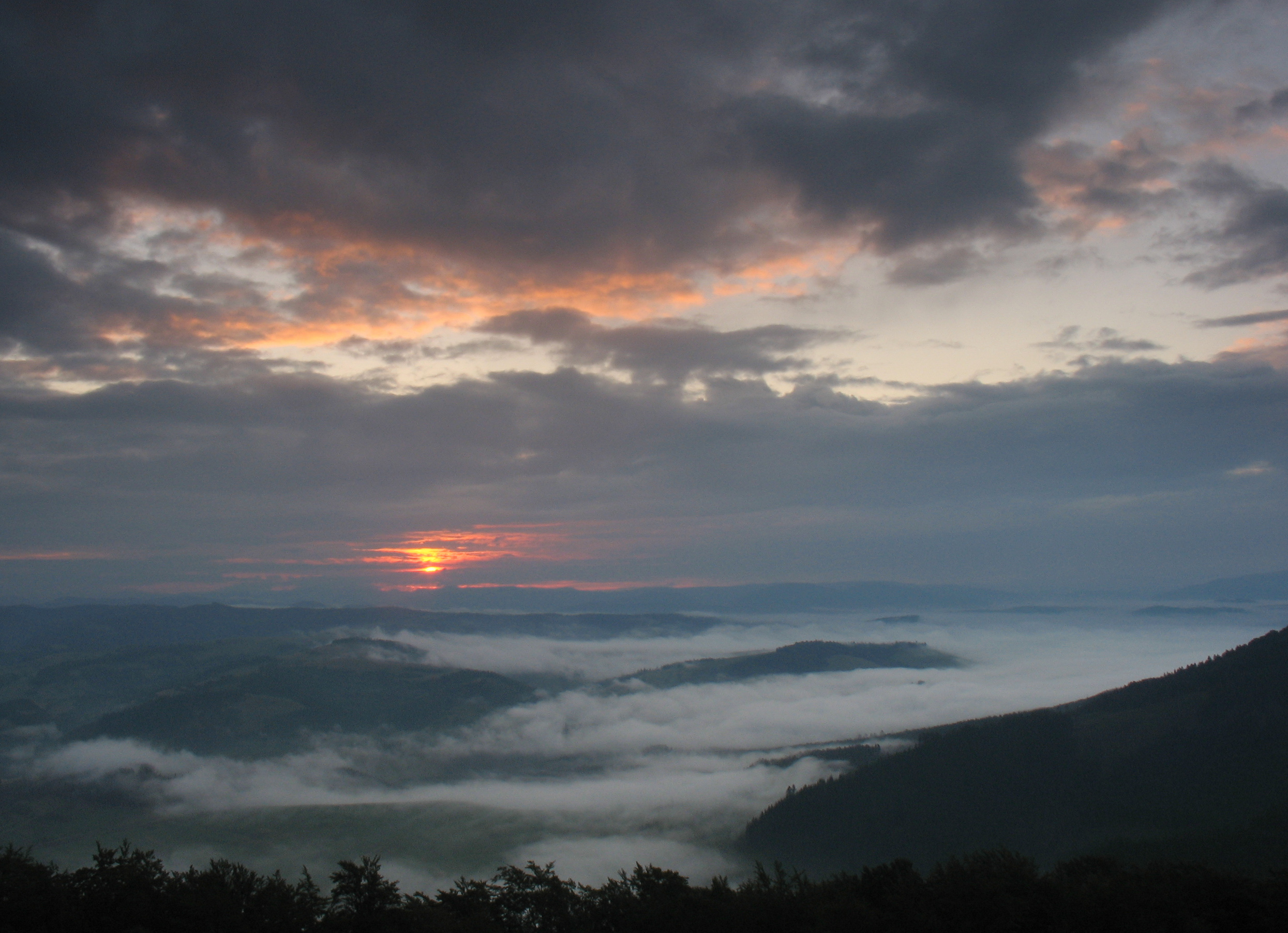
Світанок у заказнику
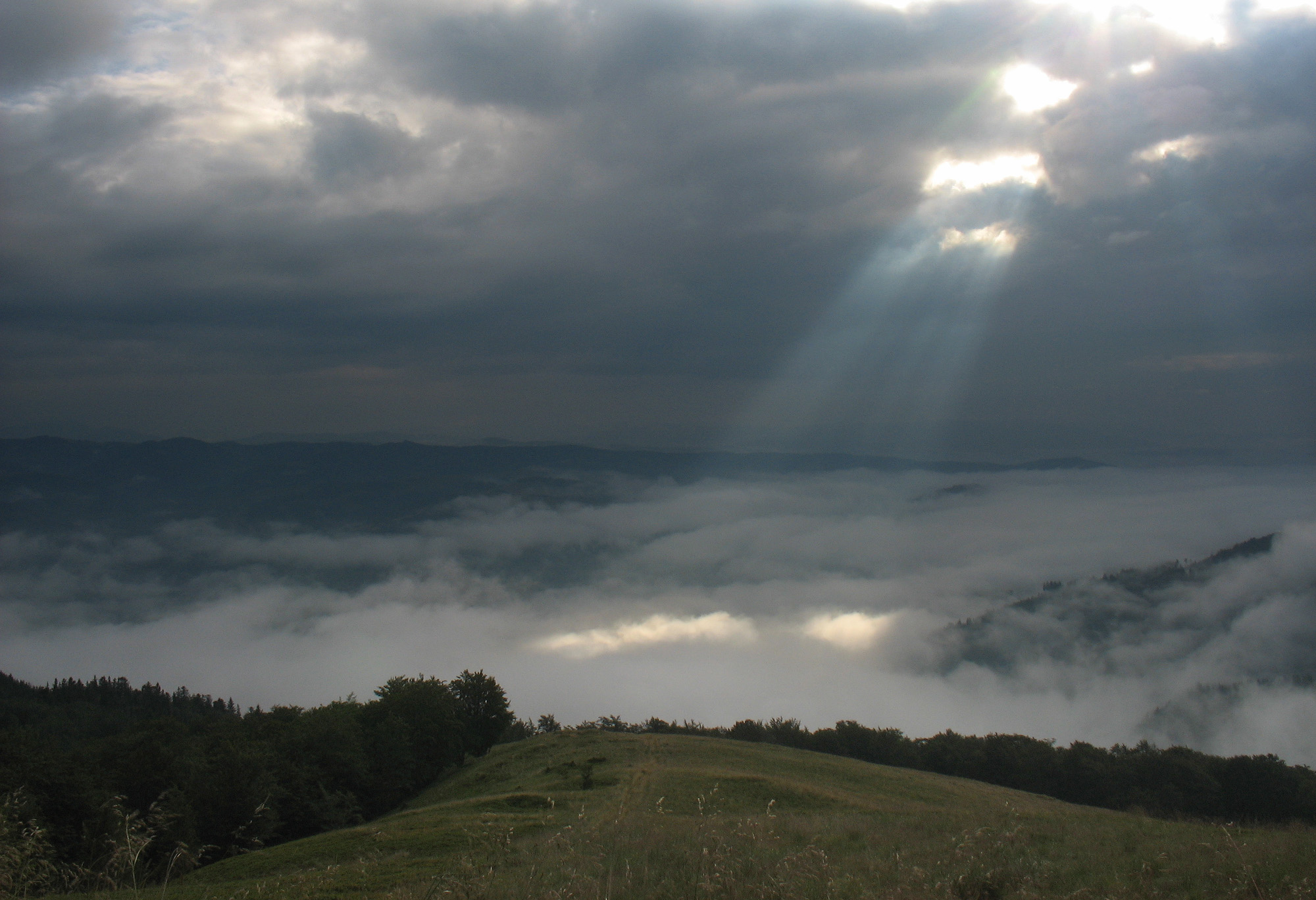
Сонячний промінь пробивається крізь хмари
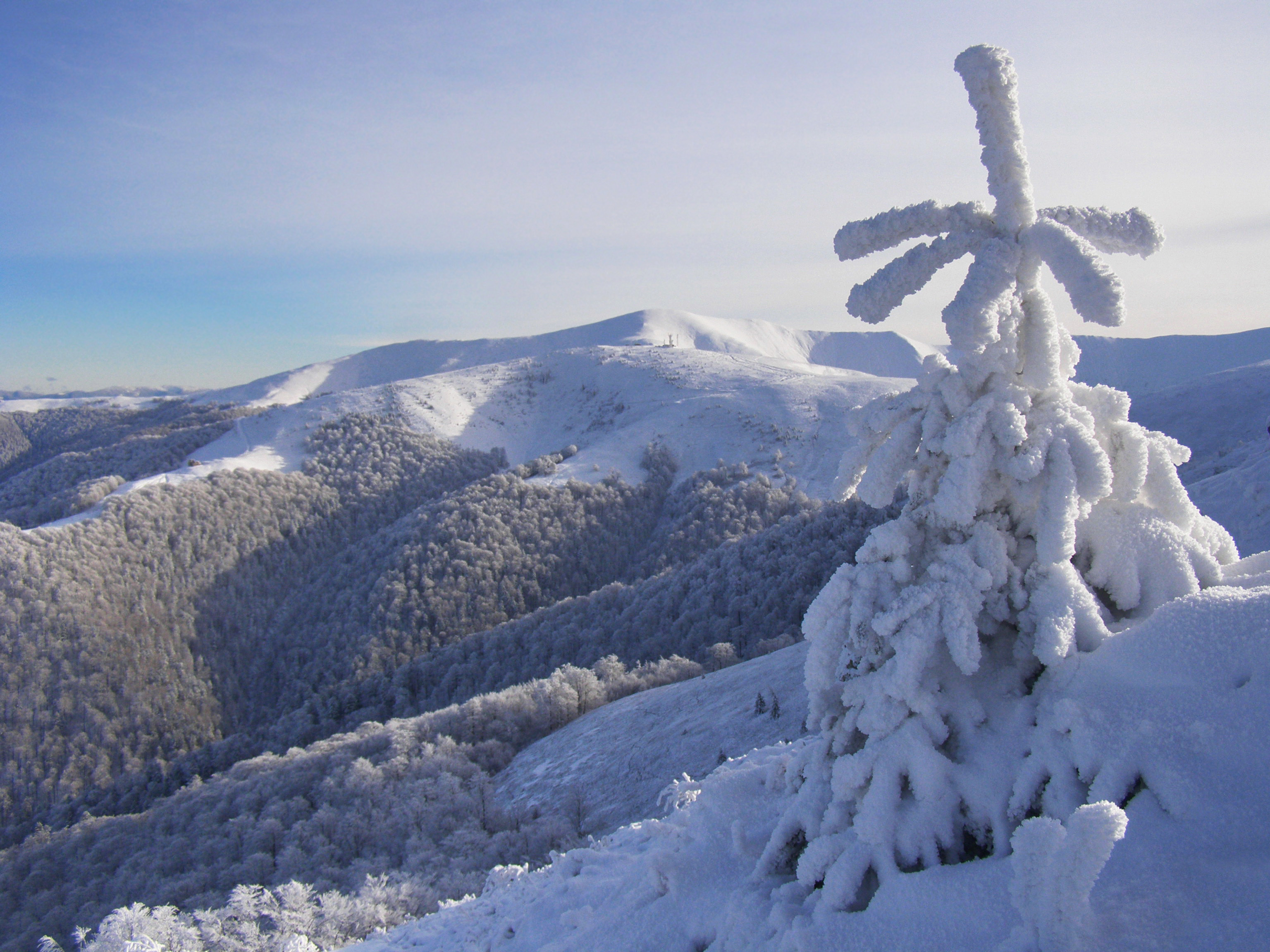
Заказник взимку
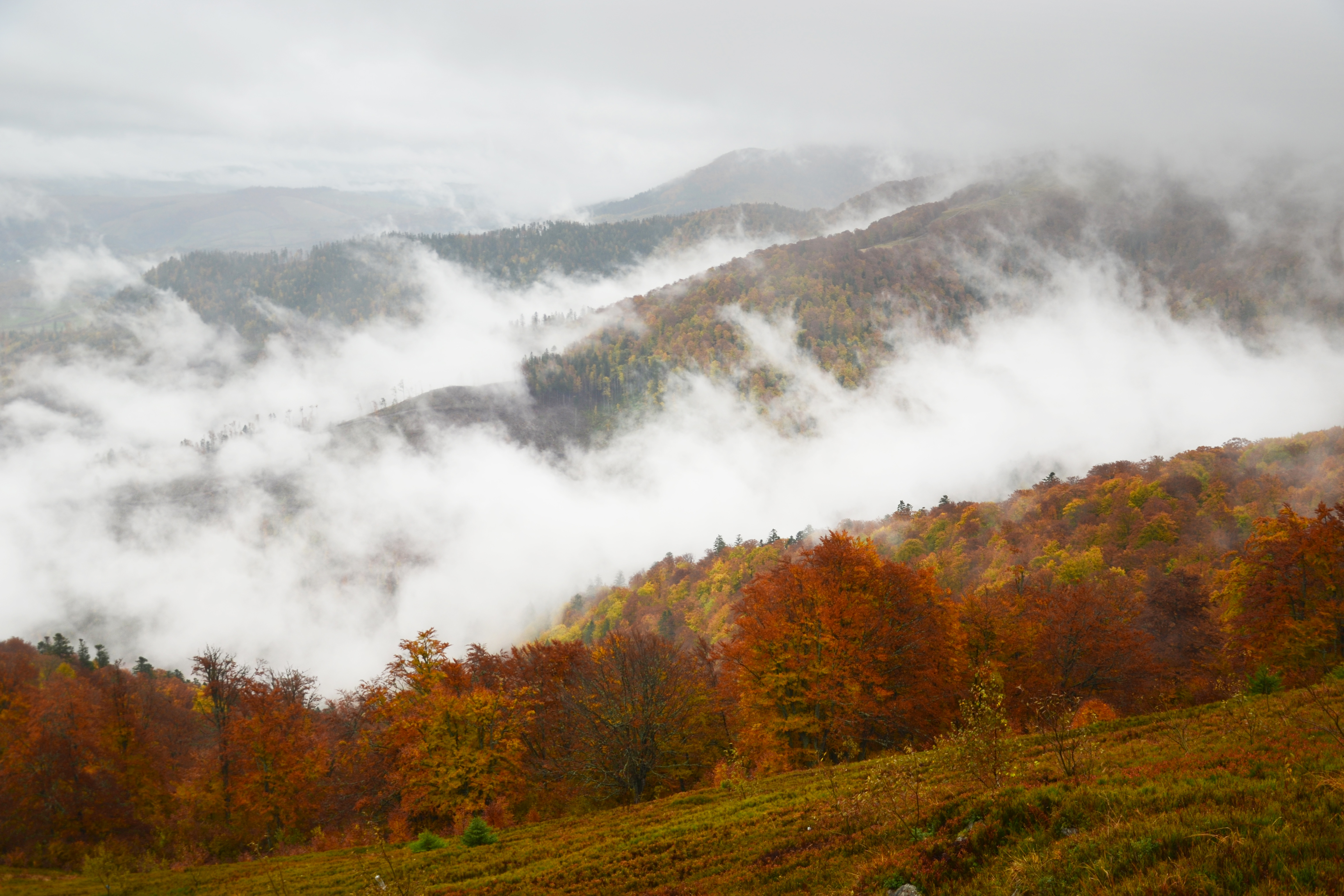
Заказник восени